# Audjassaare
Koordinaten: 58° 3′ N, 27° 36′ O
Audjassaare ist ein Dorf (estnisch küla) im Südosten Estlands. Es gehört zur Landgemeinde Setomaa im Kreis Võru (bis 2017 Mikitamäe im Kreis Põlva).

## Einwohnerschaft und Lage
Das Dorf hat acht Einwohner (Stand 31. Dezember 2011). Es liegt direkt am Peipussee.
Nur wenig östlich liegt die heute zu Russland gehörende Insel Kolpina (estnisch Kulkna).